# Braine-le-Château

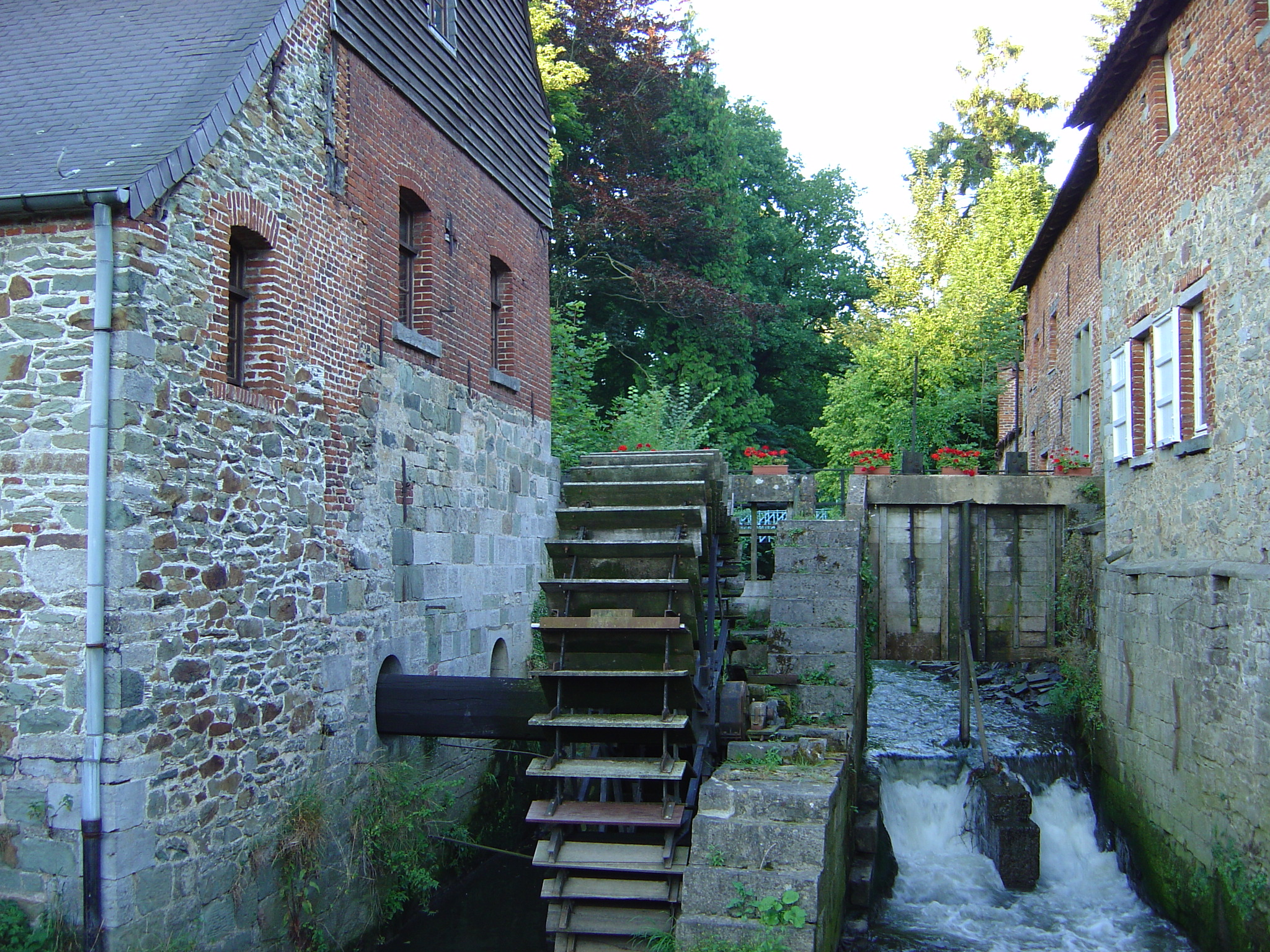
Medeltida kvarn vid bäcken Hain

Braine-le-Château (vallonska Brinne-Tchestea, nederländska Kasteelbrakel) är en kommun i den franskspråkiga provinsen Vallonska Brabant i Belgien. Den består av två ortsdelar Braine-le-Château och Wauthier-Braine, som sammanlades 1977.
Orten har sitt namn efter Braine, en gammal beteckning på bäcken Hain som genomflyter kommunen, och slottet som fanns där under 1000- och 1100-talet. Det nuvarande slottet byggdes på 1200-talet.